# Citronkrombek
Citronkrombek (Sylvietta denti) är en fågel i familjen afrikanska sångare inom ordningen tättingar. Den förekommer huvudsakligen i Västafrika. Beståndet anses vara livskraftigt.

## Utseende och läte
Citronkrombeken är en liten enfärgad tätting. Liksom de flesta krombekar är den en kompakt fågel med kort stjärt som är inte mycket längre än vingspetsarna och en rätt lång näbb. Fjäderdräkten är olivgrön ovan och gulgrön under, med gråaktig strupe. Sången består av en genomträngande serie, "suweet suweet suweet suweet suweet!". som varierar i längd.

## Utbredning och systematik
Citronkrombek delas in i två underarter med följande utbredning:
- Sylvietta denti hardyi – förekommer i Sierra Leone till Ghana (underart i Gambia och Nigeria okänd)
- Sylvietta denti denti – förekommer i södra Kamerun och Demokratiska republiken Kongo

### Familjetillhörighet
Tidigare placerades krombekarna i den stora familjen Sylviidae, men DNA-studier har avslöjat att denna är parafyletisk gentemot andra fågelfamiljer som lärkor, svalor och bulbyler. Sylviidae har därför delats upp i ett antal mindre familjer, däribland den nyskapade familjen afrikanska sångare där krombekarna ingår, men även långnäbbarna i Macrosphenus samt de udda sångarna damarasångare, mustaschsångare, fynbossångare och stråsångare.

## Levnadssätt
Citronkrombeken hittas i skogsbryn, där den födosöker bland löv och kvistar.

## Status och hot
Arten har ett stort utbredningsområde och en stor population med stabil utveckling och tros inte vara utsatt för något substantiellt hot. Utifrån dessa kriterier kategoriserar internationella naturvårdsunionen IUCN arten som livskraftig (LC). Världspopulationen har inte uppskattats men den beskrivs som ganska vanlig i Liberia, norra Gabon, Republiken Kongo, Elfenbenskusten och Ghana, men ovanlig och lokalt förekommande i Uganda.

## Namn
Fågelns vetenskapliga artnamn hedrar Richard Edward Dent (1882-1942), brittisk bosättare i Kenya tillika samlare av specimen.